# Tzajaltetic
Tzajaltetic är en ort i Mexiko.   Den ligger i kommunen Chamula och delstaten Chiapas, i den sydöstra delen av landet, 700 km öster om huvudstaden Mexico City. Tzajaltetic ligger 2 395 meter över havet och antalet invånare är 566.
Terrängen runt Tzajaltetic är kuperad. Runt Tzajaltetic är det tätbefolkat, med 550 invånare per kvadratkilometer. Närmaste större samhälle är San Cristóbal de las Casas, 11,0 km sydost om Tzajaltetic. I omgivningarna runt Tzajaltetic växer huvudsakligen savannskog.